# Serratella
Serratella is een geslacht van haften (Ephemeroptera) uit de familie Ephemerellidae.

## Soorten
Het geslacht Serratella omvat de volgende soorten:
- Serratella brevicauda
- Serratella elissa
- Serratella frisoni
- Serratella fusongensis
- Serratella ignita
- Serratella ishiwatai
- Serratella karia
- Serratella levis
- Serratella longipennis
- Serratella micheneri
- Serratella occiprens
- Serratella serrata
- Serratella serratoides
- Serratella setigera
- Serratella tsuno
- Serratella uenoi
- Serratella zapekinae